# Jassim Yaqoob
Jassim Yaqoob (Arabic:جاسم يعقوب) (sinh ngày 16 tháng 3 năm 1997) là một cầu thủ bóng đá người Các Tiểu vương quốc Ả Rập Thống nhất. Hiện tại anh thi đấu cho Al Nasr.